# Le Livre (fiction)
Le Livre est une fiction épique de Pierre Guyotat composée entre 1977 et 1979, parue chez Gallimard en 1984.
L’auteur ne poursuivra pas cette sorte de remontée du temps. Dans la fin des années 1980, il en fait de très nombreuses lectures publiques, en France et à l’étranger.
Le Livre parait simultanément avec un ouvrage intitulé provisoirement Écrits hors fiction et rebaptisé Vivre.